# Прва лига СР Југославије у рукомету
Прва лига СР Југославије у рукомету је била највиша рукометна лига у СР Југославији. Формирана је 1992. након распада СФР Југославије и расформирања бивше Прве савезне лиге Југославије. Нижи ранг такмичења је била Друга лига СР Јуославије у рукомету. Године 2003. преименована је у Прва лига Србије и Црне Горе због промене имена државе СР Југославије у Државна заједница Србија и Црна Гора. Прва лига СРЈ/СЦГ у рукомету престала је да постоји  2006. године након распада заједничке државе Србије и Црне Горе.

## Прваци
| Сезона   | Првак                | Други                 | Трећи                 |
| -------- | -------------------- | --------------------- | --------------------- |
| 1991/92. | РК Пролетер Нафтагас | РК Партизан           | РК Црвена звезда      |
| 1992/93. | РК Партизан          | РК Црвена звезда      | РК Пролетер Нафтагас  |
| 1993/94. | РК Партизан          | РК Пролетер Нафтагас  | РК Црвена звезда      |
| 1994/95. | РК Партизан          | РК Црвена звезда      | РК Врбас              |
| 1995/96. | РК Црвена звезда     | РК Партизан           | РК Југовић Каћ        |
| 1996/97. | РК Црвена звезда     | РК Ловћен             | РК Железничар         |
| 1997/98. | РК Црвена звезда     | РК Железничар         | РК Ловћен             |
| 1998/99. | РК Партизан          | РК Ловћен             | РК Синтелон           |
| 1999/00. | РК Ловћен            | РК Синтелон           | РК Партизан           |
| 2000/01. | РК Ловћен            | РК Синтелон           | РК Партизан           |
| 2001/02. | РК Партизан          | РК Ловћен             | РК Синтелон           |
| 2002/03. | РК Партизан          | РК Ловћен             | РК Црвена звезда      |
| 2003/04. | РК Црвена звезда     | РК Партизан           | РК Фиделинка Раднички |
| 2004/05. | РК Војводина         | РК Фиделинка Раднички | РК Партизан           |
| 2005/06. | РК Црвена звезда     | РК Партизан           | РК Ловћен             |

### Успешност клубова
| Клуб                  | Првак | Други | Година (првак)                                        | Година (други)                      |
| --------------------- | ----- | ----- | ----------------------------------------------------- | ----------------------------------- |
| РК Партизан           | 6     | 4     | 1992/93, 1993/94, 1994/95, 1998/99, 2001/02, 2002/03. | 1991/92, 1995/96, 2003/04, 2005/06. |
| РК Црвена звезда      | 5     | 2     | 1995/96, 1996/97, 1997/98, 2003/04, 2005/06.          | 1992/93, 1994/95.                   |
| РК Ловћен             | 2     | 4     | 1999/00, 2000/01.                                     | 1996/97, 1998/99, 2001/02, 2002/03. |
| РК Пролетер           | 1     | 1     | 1991/92.                                              | 1993/94.                            |
| РК Војводина          | 1     | -     | 2004/05.                                              | -                                   |
| РК Синтелон           | -     | 2     | -                                                     | 1999/00, 2000/01.                   |
| РК Железничар         | -     | 1     | -                                                     | 1997/98.                            |
| РК Фиделинка Раднички | -     | 1     | -                                                     | 2004/05.                            |